# Wanaty (Silésie)
Pour les articles homonymes, voir Wanaty.
Wanaty est une localité polonaise de la gmina de Kamienica Polska, située dans le powiat de Częstochowa en voïvodie de Silésie.